# 肉体転移
『肉体転移』（にくたいてんい）は、2003年2月28日にシルキーズより発売されたアダルトゲーム。および、それを原作として2003年12月21日にグリーンバニーより発売されたアダルトアニメ。
なお、「肉体転移」の「転」は、タイトルロゴ上では裏返しとなっている。
シルキーズ作品第28弾である本作は、マルチエンディング方式アドベンチャーゲームだが、エンディングを迎えると条件次第でプレイヤーキャラクターが増え、最終的には5人の各視点からのプレイが可能となる。それにより、同じシナリオでありながらパラレルワールドのような感覚を味わうことができる。
シルキーズ閉鎖後の2021年現在では、FANZA GAMES（旧：DMM GAMES.R18）によってWindows 10対応版がダウンロード販売されている。

## あらすじ
大山平学園が夏休み中のある日、主人公・青島健一が所属している考古学部に、発掘調査中の顧問教師・飯田から怪しい発掘物「祭器」が届く。健一たちが眺めていた次の瞬間、祭器は閃光を放ち、部室内にいた彼ら5人の心と肉体を入れ替えてしまった。それと同時に学園の周囲は光の壁のようなもので覆われ、逃げ出すことも叶わない。どうしようもないまま、健一たちは次々に心と肉体が入れ替わる、奇怪かつ淫靡な体験に翻弄されていく。

## 登場人物
声優名は非公表。

### プレイヤーキャラクター
青島 健一（あおしま けんいち）
物語開始当初の主人公。考古学部員。美帆や淑美とは幼馴染。
倉橋 淑美（くらはし よしみ）
軽音楽部員で、ベースを担当している。健一と美帆とは幼馴染ではあるが、学年が1つ上なので姉のような存在である。発掘物を興味本位で見ようと、考古学部の部室に立ち寄った。
秋山 美帆（あきやま みほ）
軽音楽部員で、ギターを担当している。淑美に付き添う形で、考古学部の部室に立ち寄った。
坂条 ひかる（さかじょう ひかる）
考古学部員で、健一の後輩。健一に好意を抱いている。普段はおとなしく、読書好き。
相馬 隆人（そうま たかひと）
考古学部員ではあるが、実質は幽霊部員。発掘物を見ようと、久々に部室に立ち寄った。アダルトアニメ版には登場しない。

### サブキャラクター
秋山 このみ（あきやま このみ）
美帆の妹で、附属校の生徒。姉に忘れ物を届けようと、学校に来た。
大谷 みみ（おおたに みみ）
軽音楽部員で、ひかるの親友。青い眼と金髪を持つハーフ。
尾澤 雪乃（おざわ ゆきの）
軽音楽部員で、淑美の親友。おっとりとした性格で、成績トップの優等生。
神村 塔子（かみむら とうこ）
考古学部顧問の代理を務めている女性教師。気さくな性格で、生徒からの人気が高い。アダルトアニメ版では考古学部顧問。
残間 三郎（ざんま さぶろう）
体育教師。神経質な物言いで、生徒から煙たがられている。アダルトアニメ版には登場しない。

## 開発
本作は園田将生（）にとって初めて採用された企画であり、シナリオだけでなくゲームデザインも担当している。また、もう一人のシナリオライターとして刀出太郎が参加しているほか、原画はリリス作品で知られるのぶしとが担当したが、本作や『奴隷介護』などのシルキーズ作品では「のぶとし」名義を用いている。なお、製作には竹井正樹が2003年当時に率いていた有限会社ゼウスも関わっており、社名が著作権表記に並んでいる。
園田は、当時の様子について、素晴らしく楽しいとしつつも生き地獄だったと、2006年のブログ記事で振り返っている。
複数の視点から物語が展開されるというアイデアは、園田の好きな映画『羅生門』にヒントを得て取り入れられた。このうち、淑美と雪乃、ひかるとみみの2組の恋愛はトゥルーエンドを前提として作られた経緯があり、園田も個人的なお気に入りであると前述の記事で振り返っている。

## アダルトアニメ
2003年12月21日に『第一章』が、2004年3月25日に『第二章』がそれぞれグリーンバニーより発売された。各30分、DVD全2巻。キャラクター設定に変更が加えられ、アダルトゲーム版に登場していた一部のキャラクターの存在や軽音楽部員の設定は完全に抹消されている。
なお、『Body Transfer』（ボディー・トランスファー）のタイトル名で北米正規版も存在するが、日本国内では入手不可。
2013年1月18日には、第一章と第二章をDVD1枚に収録した廉価版『肉体転移 Best Edition』（にくたいてんいベストエディション）がミルキーズピクチャーズより発売された。
スタッフ
- 原作 - シルキーズ
- 企画 - 蜜丘潤
- 監督・絵コンテ・演出 - ふじもとよしたか
- 脚本 - むとうやすたか
- キャラクターデザイン・作画監督 - 隼鷹榛名
- 美術監督 - 朴明植
- 色彩設計 - 宮川はれみ
- 撮影監督 - 吉田光伸
- 音響監督 - 黛計
- 音楽 - 修羅徹
- スーパーバイザー - Dr.POCHI
- プロデューサー - Riki、雅太郎、越中おさむ（第一章のみ）、野崎慎太郎
- アニメーション制作 - アームス
- 製作 - グリーンバニー